# Танжариков, Адильхан Ерланович
Адильха́н Ерла́нович Танжа́риков (каз. Әділхан Ерланұлы Таңжарықов; род. 25 ноября 1996, Актюбинск) — казахстанский футболист, защитник и капитан клуба «Актобе» и сборной Казахстана.

## Карьера
Футбольную карьеру начал в 2016 году в составе клуба «Каспий».
В 2017 году подписал контракт с клубом «Жетысу».
В 2018 году перешёл в «Актобе».

## Достижения
«Жетысу»
- Победитель Первой лиги: 2017

«Актобе»
- Серебряный призёр чемпионата Казахстана: 2022
- Бронзовый призёр Чемпионата Казахстана (2): 2023, 2024
- Обладатель кубка Казахстана: 2024
- Победитель Первой лиги: 2020

## Статистика выступлений

### Клубная карьера
| Клуб             | Сезон            | Лига | Лига | Кубки | Кубки | Еврокубки | Еврокубки | Итого | Итого |
| Клуб             | Сезон            | Игры | Голы | Игры  | Голы  | Игры      | Голы      | Игры  | Голы  |
| ---------------- | ---------------- | ---- | ---- | ----- | ----- | --------- | --------- | ----- | ----- |
| Каспий           | 2016             | 24   | 0    | 3     | 0     | —         | —         | 27    | 0     |
| Каспий           | Итого            | 24   | 0    | 3     | 0     | —         | —         | 27    | 0     |
| Жетысу           | 2017             | 22   | 2    | 1     | 0     | —         | —         | 23    | 2     |
| Жетысу           | Итого            | 22   | 2    | 1     | 0     | —         | —         | 23    | 2     |
| Актобе           | 2018             | 2    | 0    | 0     | 0     | —         | —         | 2     | 0     |
| Актобе           | 2019             | 30   | 0    | 1     | 0     | —         | —         | 31    | 0     |
| Актобе           | 2020             | 12   | 1    | —     | —     | —         | —         | 12    | 1     |
| Актобе           | 2021             | 14   | 0    | 5     | 0     | —         | —         | 19    | 0     |
| Актобе           | 2022             | 22   | 0    | 6     | 0     | —         | —         | 28    | 0     |
| Актобе           | 2023             | 22   | 0    | 2     | 0     | 4         | 0         | 28    | 0     |
| Актобе           | 2024             | 13   | 1    | 3     | 0     | 2         | 1         | 18    | 2     |
| Актобе           | Итого            | 115  | 2    | 17    | 0     | 6         | 1         | 138   | 3     |
| → Актобе М       | 2018             | 8    | 2    | —     | —     | —         | —         | 8     | 2     |
| → Актобе М       | Итого            | 8    | 2    | —     | —     | —         | —         | 8     | 2     |
| → Актобе-Жас     | 2018             | 22   | 0    | —     | —     | —         | —         | 22    | 0     |
| → Актобе-Жас     | 2019             | 1    | 0    | —     | —     | —         | —         | 1     | 0     |
| → Актобе-Жас     | Итого            | 23   | 0    | —     | —     | —         | —         | 23    | 0     |
| Всего за карьеру | Всего за карьеру | 192  | 6    | 21    | 0     | 6         | 1         | 219   | 7     |

### Выступления за сборную
| Сборная   | Год   | Отборочные матчи ЧМ | Отборочные матчи ЧМ | Отборочные матчи ЧЕ | Отборочные матчи ЧЕ | Лига наций УЕФА | Лига наций УЕФА | Товарищеские матчи | Товарищеские матчи | Итого | Итого |
| Сборная   | Год   | Игры                | Голы                | Игры                | Голы                | Игры            | Голы            | Игры               | Голы               | Игры  | Голы  |
| --------- | ----- | ------------------- | ------------------- | ------------------- | ------------------- | --------------- | --------------- | ------------------ | ------------------ | ----- | ----- |
| Казахстан | 2024  | −                   | −                   | −                   | −                   | −               | −               | 1                  | 0                  | 1     | 0     |
| Итого     | Итого | −                   | −                   | −                   | −                   | −               | −               | 1                  | 0                  | 1     | 0     |